# 植食者誘導性植物揮発性物質
植食者誘導性植物揮発性物質（しょくしょくしゃゆうどうせいしょくぶつきはつせいぶっしつ、英語: Herbivore-Induced Plant Volatiles、HIPVsと略記）とは、植物が昆虫などに食害されたときに特異的に生成する、植食者の天敵を誘引する働きがある揮発性の化学物質である。本項目では、以下HIPVsと表記する。

## 概要

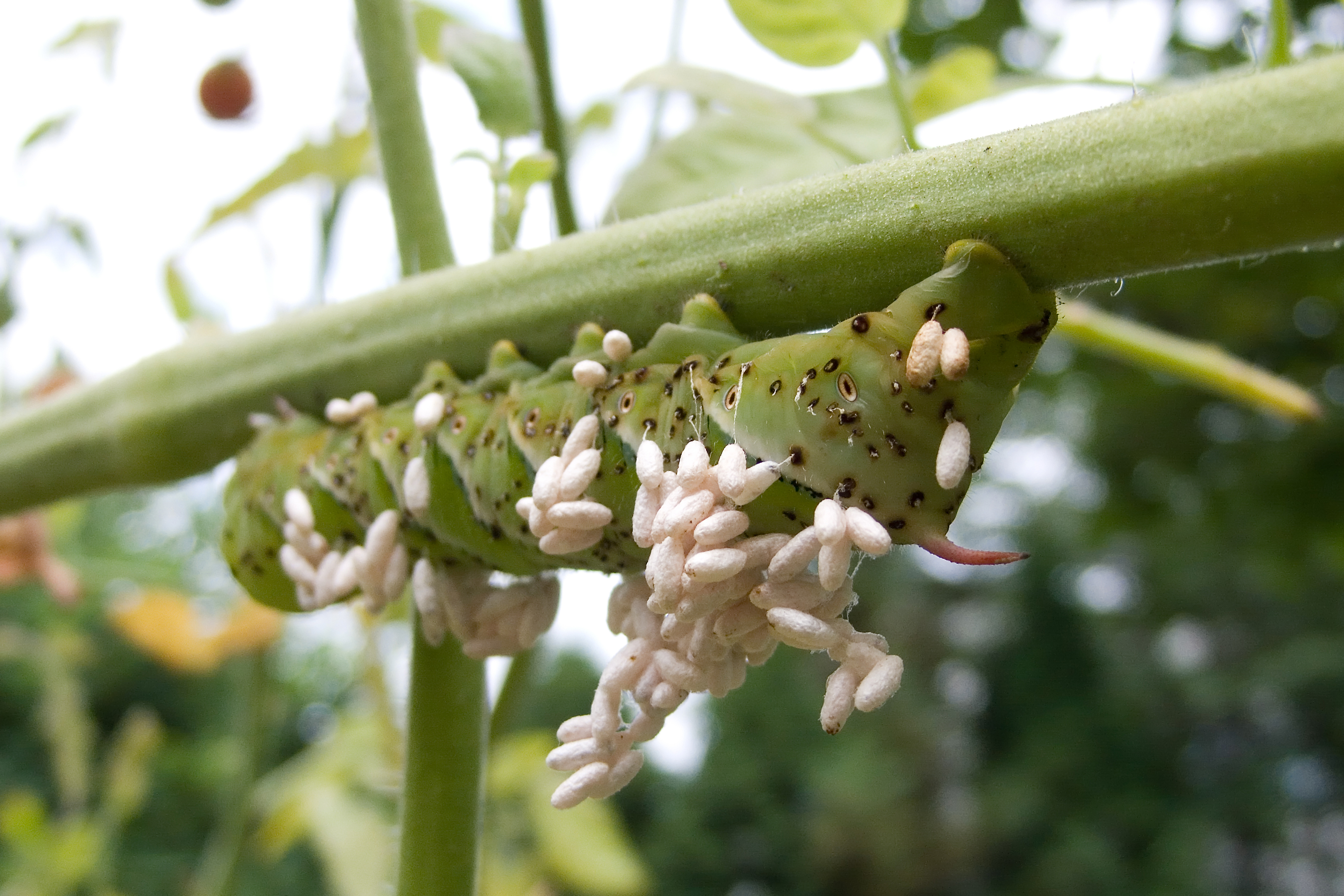
植食性昆虫タバコスズメガ の幼虫に寄生するコマユバチ科の幼虫。

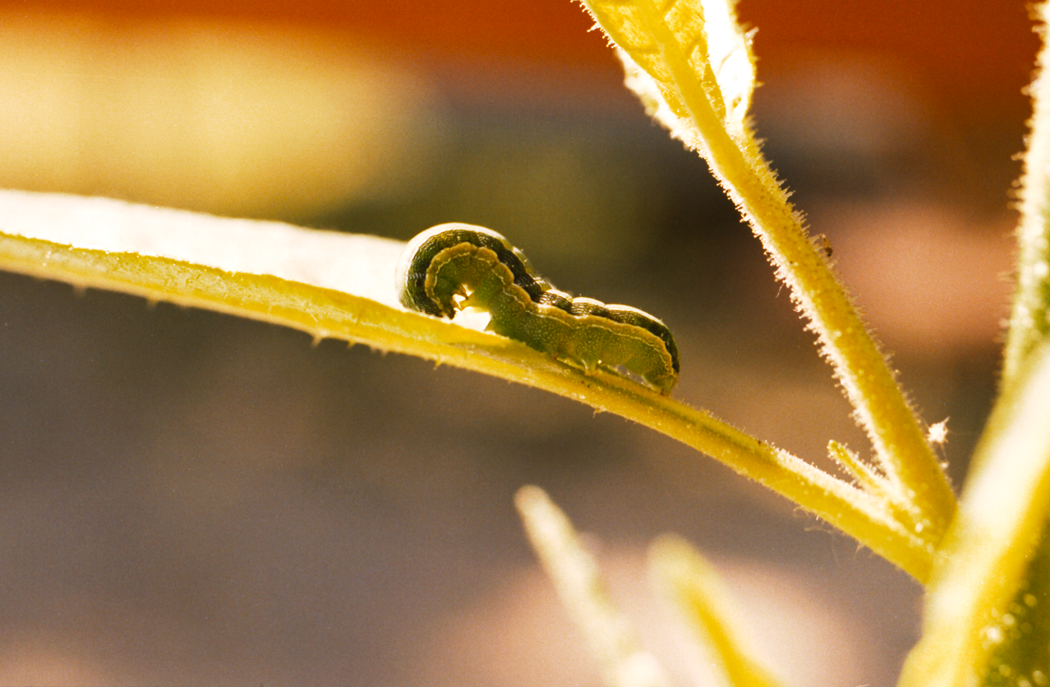
植食性昆虫であるシロイチモジヨトウの幼虫

植物の生化学的な防御は物理的防御に次ぐ防御機構で、常に存在する恒常的防御機構 (constitutive defense) および攻撃に応答して引き起こされる誘導的防御機構 (inducible defense) がある。誘導的防御機構では、動物や昆虫、病原体などの存在を感知し、それに応じて遺伝子発現や代謝を変化させることができる特異的な認知機構とシグナル伝達経路を要する。また、防御機構には直接防御と間接防御があるが、間接防御は揮発性シグナルの放出により植食性昆虫の天敵を誘引することによって行われる。
植食性昆虫による食害に応答して誘導・放出される物質は揮発性有機化合物（volatile organic compound, VOC、単に揮発性物質とも）と呼ばれ、自然界で複雑な生態学的機能を担う二次代謝産物の一つである。多くの植物は、植食性昆虫に襲われた際に、特定の組合せの揮発性有機化合物群を放出するが、これが HIPVs である。HIPVs はみどりの香りと同様に、テルペノイドやアルカロイド、フェニルプロパノイドなどの主要な二次代謝経路上の物質を含む。捕食性生物や寄生性生物の中には自身の獲物や子孫の宿主を見つけるのに揮発性物質を使うものがおり、HIPVs は攻撃してきた植食性昆虫の天敵となる寄生バチなどを誘引する機能を持つ。例えば、シロイチモジヨトウ Spodoptera exigua の幼虫の唾液に含まれるエリシターであるボリシチンは、トウモロコシ Zea mays では捕食寄生性昆虫を誘引する揮発性物質の合成を誘導する。微量のボリシチンを処理したトウモロコシの芽生えでは、テルペノイドが比較的多く放出され、小さな寄生バチであるオオタバコガコマユバチ Microplitis croceipes を誘引する。同様に、ハスモンヨトウ Spodoptera litura に寄生するハチである Cotesia marginiventris はトウモロコシが持つテルペンシンターゼ TPS10を生産するシロイヌナズナ Arabidopsis thaliana に誘引されることが知られている。
HIPVs は植食性昆虫に襲われた植物の葉、花、果実から大気中に放出されるが、地下部でも根から土壌中に放出される。地下部で放出されたものも昆虫寄生性線虫を誘引することができる。例えば、トウモロコシの根に寄生するネキリハムシの一種 Diabrotica virgifera の幼虫による食害では、(E)-β-カリオフィレンが放出され、これが線虫 Heterorhabditis megidis を誘引し、D. virgifera の幼虫を捕食することが報告されている。
植物は植食者の種類を識別することができ、同一の植物であっても食害する植食者の種類によって揮発性成分の組成が異なり、この相違が天敵の誘引に深く関わる。植食者の唾液などにも含まれる成分（エリシター）と食害様式が植物に異なる反応を引き起こす。例えば、グレートベースンに自生する Nicotiana attenuata（タバコ属）は食害を受けると、昆虫の中枢神経系に毒性のあるニコチンの合成量を増やすことで植食者からの防御を行うが、ニコチンに耐性のある鱗翅目の幼虫に対してはその天敵を誘引する揮発性のテルペンを放出してこれに対抗する。

## 天敵以外への相互作用
HIPVs は、捕食性節足動物や寄生性線虫、食虫性の鳥類といった天敵の誘引を行う植物-天敵間相互作用だけでなく、同種の近隣の植物や植物寄生性の草本植物の群集に行動上の変化を引き起こす植物-植物間相互作用、そして植物-害虫間相互作用や植物-微生物間相互作用をも媒介し、生物間相互作用ネットワークに複雑な影響を与える。例えば、植物同士では、維管束のつながりを遮断して高度に区画化された植物個体内や、少し離れた他の植物個体への全身性防御応答の情報伝達物質（シグナル）としても働く。HIPVs によるシグナルは、それを受信した植物に植食性昆虫に対する防御応答の準備を促進する。それを受信した植物は植食性昆虫に攻撃された際、より迅速で強い応答ができるようになる。また、害虫である雌の蛾の産卵の際に放出され、雌の蛾に対して忌避物質として働くものもあり、産卵・摂食を防ぐ。そうした物質では、揮発性物質にもかかわらず葉の表面にとどまり、その味のために摂食妨害物質として働く。

## 物質
HIPVs は低分子化合物であり、主にテルペノイド、フェニルプロパノイド/ベンゼノイド、脂肪酸やアミノ酸の誘導体に属する。HIPVs とされる物質には以下のようなものがある。天敵が介在する間接防御機構により発せられる香りは傷害を受けた植物から放出される青臭い匂いに加え、HIPVs であるインドールやセスキテルペンにより、甘い花のような香りがする。
- テルペノイド[3][5]
  - モノテルペン[3][5]
  - セスキテルペン[3][5][4]
  - ヘミテルペン[3]
  - ホモテルペン[3]
  - ジテルペン[3]
- アルカロイド[5]
  - インドール[5][4]
- フェニルプロパノイド[3][5]
  - サリチル酸メチル[5]
- フェニルプロパノイド/ベンゼノイド[3]
- 揮発性の脂肪酸誘導体 - 虫害を受けた直後に放出され、刈り取られた牧草地の特徴的な匂いから「みどりの香り」と呼ばれる[3]。
- 揮発性のアミノ酸誘導体[3]

### 生合成
HIPVs の生産には、ジャスモン酸やエチレン、サリチル酸などの植物ホルモンがシグナル伝達物質として作用していると考えられている。

ジテルペンなどの生合成に関わるMEP経路

モノテルペンとジテルペンは通常、プラスチドで行われるMEP経路で生合成される。モノテルペンはゲラニル二リン酸から、ジテルペンはゲラニルゲラニル二リン酸から生合成される。セスキテルペンは、細胞質でファルネシル二リン酸からMVA経路で生成される。ジャスモン酸とその前駆体は、HIPVs を潜在的に誘導し、異なる遺伝子群を活性化し、テルペノイドの合成につながる。
フェニルプロパノイド/ベンゼノイドはL-フェニルアラニンがL-フェニルアラニンアンモニアリアーゼによってトランス桂皮酸に変換され、それがメチル化や水酸化によってヒドロキシ桂皮酸となりそこから生成される中間産物として放出される。
脂肪酸誘導体はリノレン酸やリノレン酸（C18不飽和脂肪酸）から、リポキシゲナーゼによる二酸素化によって生合成される。
アミノ酸誘導体はアラニン、バリン、ロイシン、イソロイシン、メチオニンなどのアミノ酸に由来する。